# Práče (Znojmói járás)
Práče település Csehországban, a Znojmói járásban. Práče Hodonice, Bantice, Prosiměřice, Tasovice, Stošíkovice na Louce és Lechovice településekkel határos. Lakosainak száma 805 fő (2024. január 1.).

## Népesség
A település lakosságának változását az alábbi diagram mutatja:
| Lakosok száma | 379  | 432  | 475  | 370  | 401  | 803  | 812  | 814  | 801  | 805  |
|               | 1869 | 1890 | 1921 | 1950 | 1980 | 2001 | 2017 | 2019 | 2022 | 2024 |